# 노 엔드
노 엔드(폴란드어: Bez końca, 영어: No End)는 폴란드에서 제작된 크쥐시토프 키에슬로프스키 감독의 1985년 영화이다. 그라지나 자폴로스카 등이 주연으로 출연하였고 리스자드 추코브스키 등이 제작에 참여하였다.

## 출연

### 주연
- 그라지나 자폴로스카

### 조연
- 알렉산더 바르디니
- 제르지 라지빌로비츠
- 아르투르 바르시스
- 미셀 바얄
- 마렉 콘드러트
- 타데우즈 브라덱키
- 대니 웹
- 애덤 페렌시
- 한나 두노스카
- 카타르지나 피구라

## 제작진
- 미술: 알란 스타스키
- 의상: 위슬라와 스타스키